# 太行1942年春季战役
太行1942年春季战役，中国亦称太行1942年春季反“扫荡”、太行区1942年春季反“扫荡”，是中国抗日战争中中日双方发生的战役。日军出动奔袭，国民革命军第十八集团军129师385旅、新编第1旅及太行军区基干武装各一部利用夜袭、地雷战等骚扰并袭击其交通线，以日军撤退告终，日“伪”军一部在撤退中被伏击。

## 外部资料
《大陸戦線～晋冀豫作戦～》, 日本电影社, 1942年